# Vexilla regis (Bruckner)
Vexilla regis, WAB 51, ist die letzte Motette von Anton Bruckner.

## Geschichte
Bruckner komponierte diese letzte Motette am 9. Februar 1892. Das Werk, dessen Manuskript in der Österreichischen Nationalbibliothek archiviert ist,  basiert auf dem Hymnus Vexilla Regis von Venantius Fortunatus. In seinem Brief vom 7. März 1892 an Bernhard Deubler schrieb Bruckner, er habe dieses Werk „nach reinem Herzendrange“ komponiert. Es wurde am Karfreitag, dem 15. April 1892, uraufgeführt und im selben Jahr bei Josef Weinberger, Wien, im „Album der Wiener Meister. Eine Erinnerung an die Internationale Ausstellung für Musik und Theaterwesen“ veröffentlicht.
Für seine 1939 bei Peters erschienene Ausgabe von Bruckners Motetten ließ sich Ludwig Berberich von der Ausgabe inspirieren, die Wöss 1914 in der Universal Edition veröffentlicht hatte. Wöss hatte sich von der Erstausgabe, dir nur die erste Strophe der Motette enthielt, inspirieren lassen und die Manuskripte nicht konsultiert. In seiner Ausgabe hat Wöß in Übereinstimmung mit den Chorreformen unter Pius X. den alten Text der Vexilla Regis verwendet und die Begleitung der vorletzten und letzten Strophe berücksichtigt. Er setzte die angemessene Prosodie ein und brachte das abschließende Amen unter, das Bruckner nicht vertont hatte. Von da an galt das Werk als nur tri-strophisch.
In der Nowak-Bauernfeind-Neuausgabe (Band XXI/29 der Gesamtausgabe) wurde die Motette mit den sieben Strophen des Bruckners Manuskripts und darüber hinaus einem abschließenden viertaktigen „Amen“.

## Musik
Bruckner setzte die sieben Strophen des Textes in eine Motette für gemischten Chor a cappella.
Auf der linken Seite des Manuskripts notierte Bruckner das Werk ein erstes Mal und unterlegte der Text der Strophen 1-3. Der Text der Strophen 4-5 notierte er auf der gleichen Seite ohne Musik als Residuum. Auf den gegenüberliegenden, rechten Seite schrieb Bruckner die Partitur erneut aus, unterlegt mit dem Text der Strophen 6-7. Bruckner vertonte für seine Komposition die seinerzeit übliche liturgische Version. Die Nowak-Edition gibt das korrekt wieder.
So wie in Christus factus est WAB 11 und  Virga Jesse WAB 52, Bruckner benutzte das Dresdner Amen über die Wörter prodeunt (Takte 5–8), unica (Takte 41–44) und Trinitas (Takte 77–80).
Obwohl sie im phrygischen Modus gehalten ist, zeichnet die Motette sich durch Bruckners typische Modulationen aus, oft in eher entfernte Tonarten, sowie durch die Integration verschiedener Musikstile. Brucknerbiograf Howie merkt an, dass „die bemerkenswerte Mischung von Alt und Neu in diesem strophischen Stück vielleicht als Versuch interpretiert werden könnte, Bruckners Lebenswerk zusammenzufassen“. Sein „düsterer und kompromissloser“ Schluss passt zur Karfreitagsgeschichte.

## Diskografie
Die meisten Aufführungen und Aufnahmen der Motette enthalten nur drei Strophen mit dem antiken Text des Venantius Fortunatus, wie in der Berberichs Ausgabe. Nur wenige Aufnahmen geben die Partitur wieder, die Bruckner tatsächlich vertont hatte.
Die erste Aufnahme von Bruckners Vexilla regis fand 1931 statt:
- Ferdinand Habel mit dem Chor des Stephansdoms, Wien (78 rpm: Christschall 130A)

Eine Auswahl aus den rund 40 Aufnahmen:
- Eugen Jochum, Bavarian Radio Symphony Orchestra & Choir, Bruckner: Symphony No. 7, Psalm 150, Motets – LP: DG 139137/8, 1966
- Matthew Best, Corydon Singers, Bruckner: Motets – CD: Hyperion CDA66062, 1982
- Philippe Herreweghe, la Chapelle Royale/Collegium Vocale, Ensemble Musique Oblique, Bruckner: Messe en mi mineur; Motets – CD: Harmonia Mundi France HMC 901322, 1989
- Uwe Gronostay, Netherlands Chamber Choir, Bruckner/Reger – CD: Globe GLO 5160, 1995
- Magnar Mangersnes, Bergen Domchor, Bruckner: Motets – CD: Simax PSC 9037, 1996
- Dan-Olof Stenlund, Malmö Kammarkör, Bruckner: Ausgewählte Werke – CD: Malmö Kammarkör MKKCD 051, 2004
- Petr Fiala, Tschechischer Philharmonischer Chor Brno, Anton Bruckner: Motets – CD: MDG 322 1422–2, 2006
- Philipp Ahmann, MDR Rundfunkchor Leipzig, Anton Bruckner und Michael Haydn - Motetten – SACD: Pentatone PTC 5186 868, 2021

Nur wenige neuere Aufnahmen verwenden die Partitur der aktuellen Ausgabe der Gesamtausgabe:
- Hans-Christoph Rademann, NDR Chor Hamburg: Anton Bruckner: Ave Maria – Carus 83.151, 2000
- Erwin Ortner, Arnold Schoenberg Chor: Anton Bruckner: Tantum ergo – CD: ASC Edition 3, herausgegeben vom Chor, 2008
- Philipp von Steinäcker, Vocalensemble Musica Saeculorum: Bruckner: Pange lingua - Motetten - CD: Fra Bernardo FB 1501271, 2015 – mit abschließendem „Amen“
- Michael Grohotolsky, Wiener Kammerchor, O crux - Chormusik zur Passions- und Osterzeit aus fünf Jahrhunderten – CD: Helbling LC-29714, 2015